# Sebastian Böhm
Sebastian Böhm (* 19. Oktober 1972 in Berlin-Moabit) ist ein deutscher Maler und Objektkünstler.

## Leben und Werk
Böhm begann früh zu zeichnen und zu malen. 1988 hatte er seine erste Beteiligung an einer Gruppenausstellung der Kulturwerkstatt Trier. Nach Abitur und Zivildienst wurde er Mitglied der Ateliergemeinschaft Paulusplatz in Trier, der auch der Ramboux-Preisträger Werner Müller angehörte.
Seine erste Einzelausstellung hatte Sebastian Böhm 1997 in der Galerie Junge Kunst des Kunstverein Trier. Er beschäftigte sich zunehmend mit allgemeinen Fragen der Wahrnehmung und setzte sich mit den Theorien von Wilhelm Ostwald auseinander. Insbesondere die Wechselwirkungen zwischen Raum, Objekt und Betrachter sind Gegenstand seiner künstlerischen Arbeit.
Ein Ergebnis dieser Auseinandersetzung ist die Installation Klafter im Wasserfall des Leukbaches in Saarburg im Jahr 2001, die er zusammen mit Werner Müller realisierte. Seit dieser Zeit experimentiert Böhm mit Möglichkeiten, mit den Mitteln der klassischen Malkunst die Zweidimensionalität der Malerei zu durchbrechen. So entstehen seine aktuellen Gemälde auf Bildträgern, bei denen der Maluntergrund grober Nessel in einem Abstand von 10 bis 20 cm von der Rückwand liegt, so dass durch Lichtbrechungen und indirektes Hintergrundlicht ein leichter, schwebender Eindruck entsteht.

## Ausstellungen (Auswahl)
- 1997: Einzelausstellung Malerei und Plastik, Kunstverein Trier Junge Kunst, Galerie Junge Kunst, Trier.
- 1998: Einzelausstellung Malerei und Plastik, Kulturkreis Altes Amt, Schönecken.
- 1998: Einzelausstellung (mit Branko Rakovic, Belgrad) Objekte, Kunstverein Trier Junge Kunst, Galerie Junge Kunst, Trier.
- 2000: Einzelausstellung (mit Britta Deutsch), Holzplastik und Objekt, Kultur- und Kommunikationszentrum Tuchfabrik, Trier.
- 2000: Einzelausstellung Malerei und Objekt, Städtische Galerie im Amüseum am Wasserfall, Saarburg.
- 2001: Installation Klafter (mit Werner Müller), Saarburg.
- 2005: Einzelausstellung Spaziergang mit dem Maler, Kunstverein Trier Junge Kunst, Galerie Junge Kunst, Trier.
- 2006: Einzelausstellung (mit Andreas Hildebrandt), ART ACADEMY Galerie für Bildende Kunst GmbH, Dresden.
- art.fair 2006 Internationale Messe für aktuelle Kunst, ART ACADEMY Galerie für Bildende Kunst GmbH, Dresden, EXPO XXI, Köln.
- 2007: Installation Grenzwippe (mit Werner Müller), Stolzembourg (L).
- 2008: Einzelausstellung Memory, Städtische Galerie Kloster Karthaus, Konz.
- 2011: Einzelausstellung Kopfspeicher24, nachtspeicher23 e.V., Hamburg.
- 2012: Installation Klafter II (mit Werner Müller), Bad Laasphe.
- 2014: Einzelausstellung NEURO, Kunstverein Trier Junge Kunst, Galerie Junge Kunst, Trier.